# Wheels on My Heels
Wheels On My Heels est une chanson pop/rock écrite par Sid Tepper et Roy C. Bennett et interprétée par Elvis Presley en 1964, dans le film L'Homme à tout faire (Roustabout). Elle a été enregistrée le 3 mars 1964 (prise #7) au studio Radio Recorders, à Hollywood, et a paru sur la bande sonore du film le 20 octobre de la même année. 
Tout comme pour la chanson Roustabout, première pièce de l’album du même nom, Wheels On My Heels, qui clôt la collection, parle du désir de ne pas s’attacher. Le chanteur a des « roues sur ses talons » et il doit continuer son chemin. Lorsqu’il se pose la question, à savoir pourquoi ne s’arrête-t-il pas, il se dit que peut-être « il est à la recherche d’un rêve qu’il n’a pas encore trouvé ».